# Nuit noire (film, 2005)
Pour les articles homonymes, voir Nuit noire.
Pour plus de détails, voir Fiche technique et Distribution.
Nuit noire est un long métrage belge réalisé par Olivier Smolders et sorti en 2005.

## Fiche technique
- Titre original : Nuit noire
- Réalisation et scénario : Olivier Smolders
- Production :
- Photographie : Louis-Philippe Capelle
- Montage : Philippe Bourgueil, Olivier Smolders
- Son : Henri Morelle
- Pays d'origine : Belgique
- Langue : français
- Genre : Drame
- Durée : 90 minutes
- Date de sortie : 2005

## Distribution
- Fabrice Rodriguez : Oscar
- Yves-Marie Gnahoua : la femme africaine
- Philippe Corbisier : Oscar enfant
- Iris De Busschere : la petite fille
- Raffa Chillah : la petite fille
- Raymond Pradel : le taxidermiste
- Marie Lecomte : Marie Neige
- Luc David : le médecin
- Jean-Philippe Altenloh : l'homme-loup
- Helena Ibraguimova : la concierge
- Pietro Geranio : le laborantin